# Katedrála svatého Václava
Katedrála svatého Václava, zvaná také dóm sv. Václava, se nachází v Olomouci na Václavském náměstí. Jde o domovskou katedrálu olomoucké římskokatolické arcidiecéze. Je rovněž metropolitním dómem moravské církevní provincie. Původně románská bazilika z 1. poloviny 12. století byla počátkem 13. století přestavěna v románsko-gotickém slohu. Následovaly další gotické stavební úpravy během 13. a 14. století, kdy byla loď katedrály zaklenuta křížovými klenbami. Počátkem 16. století vznikl raně barokní presbytář. Koncem 19. století chrám prodělal radikální přestavbu v novogotickém stylu, která mu dala současnou podobu. Katedrála od roku 1995 patří mezi národní kulturní památky. Její 100,65 m vysoká hlavní věž je druhou nejvyšší kostelní věží v Česku. Ve věži visí zvon Václav, který je největším na Moravě a druhým největším v Česku.

## Historie

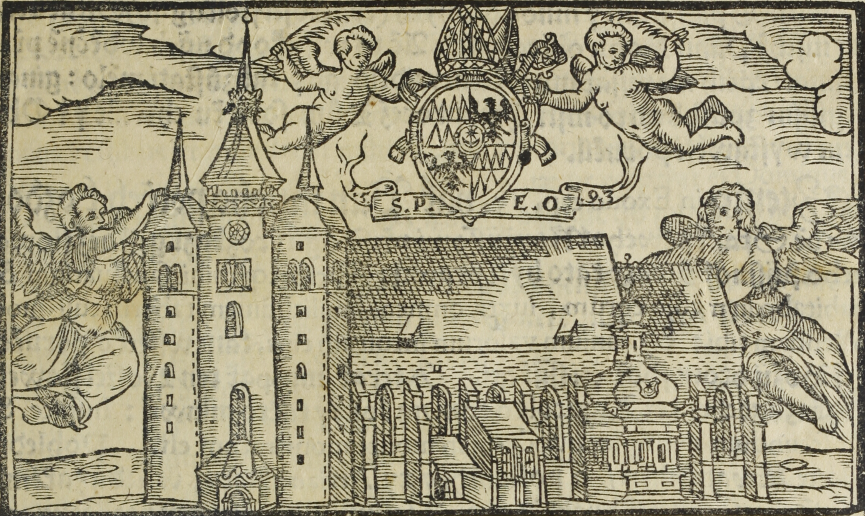
Katedrála sv. Václava v 16. století (B. Paprocký, Zrcadlo slavného Markrabství moravského, 1593)

Původně románská bazilika, založená asi roku 1107 přemyslovským knížetem Svatoplukem Olomouckým jako nový biskupský kostel, vysvěcená roku 1131 Jindřichem Zdíkem, byla po požáru roku 1204 a 1266 na popud olomouckého biskupa Bruna ze Schauenburku přestavěna v nákladném gotickém stylu a stavba byla doplněna náročnou sochařskou výzdobou.
V sousedním domě bývalého olomouckého děkanství byl 4. srpna roku 1306 zavražděn český král Václav III. coby poslední z hlavní linie rodu Přemyslovců. Pohřben byl v kryptě kostela, ovšem roku 1326 dala jeho sestra královna Eliška Přemyslovna ostatky převézt do Zbraslavského kláštera.
Roku 1469 prohlásila v kostele část českých a moravských pánů uherského krále Matyáše Korvína českým králem.
Presbytář pochází z let 1617–1618. Roku 1803 po úderu blesku shořely všechny tři věže v průčelí katedrály. Místo nich byla vybudována jediná středová věž nad společnou římsou shořelých věží. Autorem projektu průčelí v duchu klasicismu byl Jan Thalherr. V letech 1883–1892 nechal arcibiskup Bedřich z Fürstenberka provést novogotickou přestavbu podle projektu Gustava Meretty a R. Völkela. Byly vybudovány dvě  průčelní věže o výšce 68 m a tři novogotické portály s tympanony.  K severní straně byla přistavěna  kaple sv. Cyrila a Metoděje a na jižní straně presbytáře hlavní věž vysoká 100,65 m. Vnější zeď presbytáře byla  zpevněna šesti pilíři, mezi kterými byla prolomena gotická okna.
Od roku 1962 je dóm sv. Václava se Zdíkovým palácem (dříve nazývaným Přemyslovský palác) a dalšími významnými objekty v sousedství podle usnesení vlády ČSR č. 251/62 ze dne 30. 3. 1962 č. 262/1995 Sb. a podle nařízení vlády ze dne 16. 8. 1995 o prohlášení a zrušení prohlášení některých kulturních památek za národní kulturní památky zařazen mezi národní kulturní památky (NKP).
V letech 1999–2008 se uskutečnila generální oprava katedrály, která byla rozdělena do tří etap. V rámci Programu záchrany architektonického dědictví bylo v roce 2000 na opravu památky čerpáno 2 000 000 Kč.
Od února 2004 po podzim 2005 probíhala 2. etapa generální opravy vnějšího pláště kostela. V letech 2006–2007 probíhaly další rekonstrukce, např. opravy hlavní věže, instalace zvonkohry. Roku 2008 byly do věží umístěny nové zvony včetně zvonu Panny Marie Hostýnské o váze 6 tun, který nyní zvoní každý den v jedenáct hodin, v pátek ve tři a jinak před bohoslužbami. 1. listopadu 2011 byly po předchozí exhumaci a rekonstrukci spodního patra krypty do ní při mši za zemřelé opět vloženy ostatky biskupa Lichtenstein-Castelcorna a arcibiskupa Kolovrata-Libštejnského.
V katedrálním dómu svatého Václava na Václavském náměstí v Olomouci byl v pátek 9. 2. 2024 jmenován Olomouckým arcibiskupem a metropolitou Moravským Mons. Josef Nuzík.

## Popis

### Katedrála
Katedrála představuje výraznou dominantu města Olomouce, a to především svojí hlavní věží, jejíž výška 100,65 metrů z ní činí druhou nejvyšší kostelní věž v České republice (prvenství patří katedrále sv. Bartoloměje v Plzni) a nejvyšší novogotickou věž v České republice. V jejím přízemí jsou uloženy ostatky obnovitele katedrály arcibiskupa Fürstenberka a dalších církevních hodnostářů. V katedrále je také umístěn největší zvon na Moravě, sv. Václav, který váží 7617 kg. Pamětní deska ve zdi pod rozetovým oknem v přízemí připomíná zahájení novogotické stavby v roce 1883. Připojen je reliéfní znak arcibiskupa Fürstenberka. 
Průčelí  zdobí sochy čtyř evangelistů umístěné po stranách tří novogotických portálů. Nad prostředním se nachází velké kruhové okno, představující takzvanou mystickou růži. Na horním okraji okna je busta architekta Gustava Meretty. V horní části průčelí je figurální výzdoba tvořena sochami sv. Cyrila a Metoděje a sv. Václava. V hlavním vchodu katedrály byly v roce 1980 osazeny žulové desky se jmény olomouckých biskupů a arcibiskupů.
Interiér je tvořen trojlodní halovou lodí a širokým polygonálně ukončeným presbytářem, pod nímž je krypta. Vyvýšený presbytář  odděluje od lodi  vysoká kovaná mříž, kterou zhotovil, stejně jako další kovové prvky, kovář Jan Lefenda z Olomouce. Na bočních stěnách presbytáře jsou na krakorcích zavěšeny balkony oratoří. Ke střední lodi z jihu přiléhají renesanční kaple sv. Stanislava s bronzovým náhrobkem biskupa Khuena a mramorový náhrobek posledních olomouckých Přemyslovců. Na severní straně chrámu je velká novogoticky upravená kaple sv. Cyrila a Metoděje, gotickou sakristií se dá projít do rovněž gotické křížové chodby, s níž sousedí kaple sv. Jana Křtitele. Fresková výzdoba jižních kaplí je dílem Jana Kryštofa Handkeho. Vitráže v novogotických oknech představují události ze života světců. Obdélná deska v dlažbě hlavní lodi označuje místo staré krypty vybudované biskupem Stanislavem Pavlovským roku 1598.
Kůr s varhanami stojí na šesti mramorových sloupech. Nástroj z roku 1886 zhotovila firma Rieger z Krnova, která instalovala v letech 1976–1977 také varhany do presbytáře.
V retabulu hlavního oltáře jsou umístěny čtyři renesanční mramorové sochy italské provenience. Představují učitele východní církve Cyrila Alexandrijského, Basileia Velikého, Řehoře  z Nazianzu a  Jana Zlatoústého. U portálu je druhotně osazena mramorová krycí deska, pozůstatek sarkofágu zřízeného roku 1603 na památku přemyslovských knížat. Cínové reliéfy křížové cesty jsou dílem Karla Stádníka z let 1974–1977.

### Chórová kaple sv. Cyrila a Metoděje
V kapli je pozoruhodný oltář z italského mramoru, se vzácnou kamennou plastikou – pozdně gotickým reliéfem Panny Marie Ochranitelky, pocházející z průčelí zaniklého kostela Panny Marie na Předhradí. Nejcennější a historicky velmi hodnotné jsou pískovcové sochy sv. Petra a Pavla z 2. poloviny 15. století, údajně pocházející ze zbořeného původního biskupského kostela sv. Petra na Předhradí. Obraz  sv. Rodiny z roku 1750 je od Jana Kryštofa Handkeho. 

### Krypta
Krypta pod presbytářem má dvě patra, její klenbu nese šest dvojic sloupů. Obě patra jsou od roku 2012 přístupná pro veřejnost. Dolní patro krypty je určeno pro uchovávání ostatků. V kryptě jsou pohřbeni biskupové a arcibiskupové: František z Ditrichštejna, Karel II. z Lichtenštejna-Kastelkornu, Jan Vilém Kolovrat-Libštejnský a Maria Tadeáš z Trauttmansdorffu. V kryptě je také uloženo srdce arcibiskupa a rakouského arcivévody Rudolfa Jana Habsburského. Jsou zde umístěny epitafy dalších biskupů.  Stavební úpravy v závěru 19. století odhalily pod podlahou chrámu i pozůstatky románské krypty, která ale dnes není přístupná. Kromě těchto krypt se pod katedrálou také nachází gotická krypta, která přechází v renesanční kryptu pod kaplí sv. Stanislava, tu však nechal kardinál Ditrichštejn zasypat kvůli zpevnění vnitřní zdi a výstavbě schodiště do barokní krypty.

### Kaple sv. Jana Křtitele
Nachází se v přízemí 100 metrů vysoké jižní věže. Původně se mělo jednat o křestní kapli, ale postupně nabrala pietní charakter. Jsou v ní hrobky posledních tří kardinálů, Bedřicha Fürstenberka, Františka Bauera a Lva Skrbenského s uměleckými náhrobky. Jako poslední byl v této kapli pohřben biskup, apoštolský administrátor mons. Josef Vrana.

### Loretánská kaple
Kaple původně gotického slohu sv. Cyrila a Metoděje pochází asi ze 14. století. Kaple byla barokizována na přelomu 17. a 18. století s novým oltářem a bohatou sochařskou a obrazovou výzdobou. Název loretánská souvisí s umístěním sošky černé Madony z italské Lorety. Značně přemalované omítkové malby ze života Panny Marie jsou od barokního malíře Jana Kryštofa Handkeho. Zlatem a stříbrem vyzdobený svatostánek nese rodinný znak dómského děkana Mayerswalda, z jehož pozůstalosti byla provedena celá oprava. Sochy na oltáři vytvořil kolem roku 1735 sochař Ondřej Zahner. Portál se štukovými zlacenými sochami Boha Otce a anděly je od italského sochaře Baldassare Fontany z doby kolem roku 1710.  

### Kaple sv. Stanislava
Zbudována biskupem Stanislavem II. Pavlovským v letech 1582–1591 s rodinnou hrobkou Pavlovských a s bohatou štukovou, sochařskou a malířskou výzdobou. Architektonický návrh vytvořil  Giovanni Gargiolli, císařský dvorní architekt Rudolfa II. Fresky oslavující sv. Stanislava a obraz Anděla Strážného jsou dílem Jana Kryštofa Handkeho a sochařská štuková výzdoba je od Filipa Sattlera z let 1736–1737. Patří mezi několik významných centrálních staveb české (resp. toskánské)  renesance. Nádherný vstupní renesanční portál s ozdobnou bronzovou mříží, jehož bohatá plastická výzdoba je tvořena reliéfní dekorací i figurálními motivy ctností a nectností. Jde o norimberskou kovoliteckou práci z konce 16. století. V současnosti se kaple používá také pro uchování eucharistie (v kapli je umístěn svatostánek). Vchod zdobí náhrobky dvou posledních olomouckých údělných knížat.

### Sakristie
Vikářská sakristie na severní straně boční lodi je pozůstatkem kapitulního refektáře z 2. poloviny 13. století. Na ni navazuje kanovnická sakristie vybudovaná v 1. polovině 18. století. Prostory nad nimi se v minulosti využívaly jako knihovna a archiv. Inventář a vzácné obrazy ze sakristií byly v roce 2006 přemístěny do Arcidiecezního muzea.  

### Zdíkův palác
Hned vedle dómu se nachází románský Zdíkův palác (dříve nazývaný Přemyslovský palác), s ním sousedí manýristická stavba kaple sv. Anny, v níž probíhaly volby olomouckých biskupů, a za ní kaple sv. Barbory, původně románská věž přemyslovského hradu (Bergfrit).
Chrámová loď a krypta jsou zpřístupněny v průběhu letní sezóny s průvodcem (dobrovolné vstupné).

## Fotogalerie

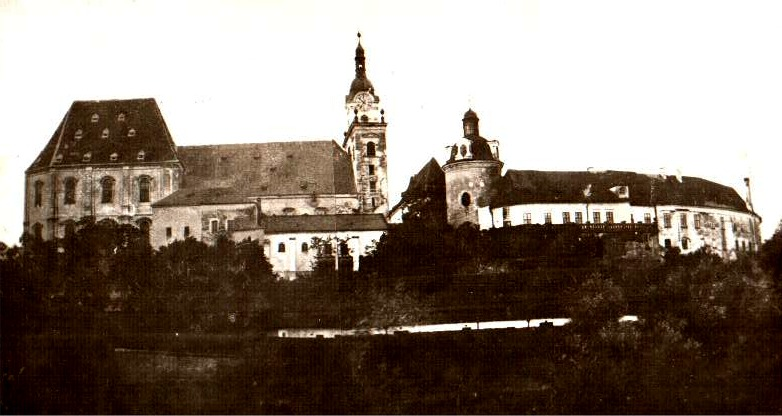
Olomoucký hrad s katedrálou v 1. pol. 19. století
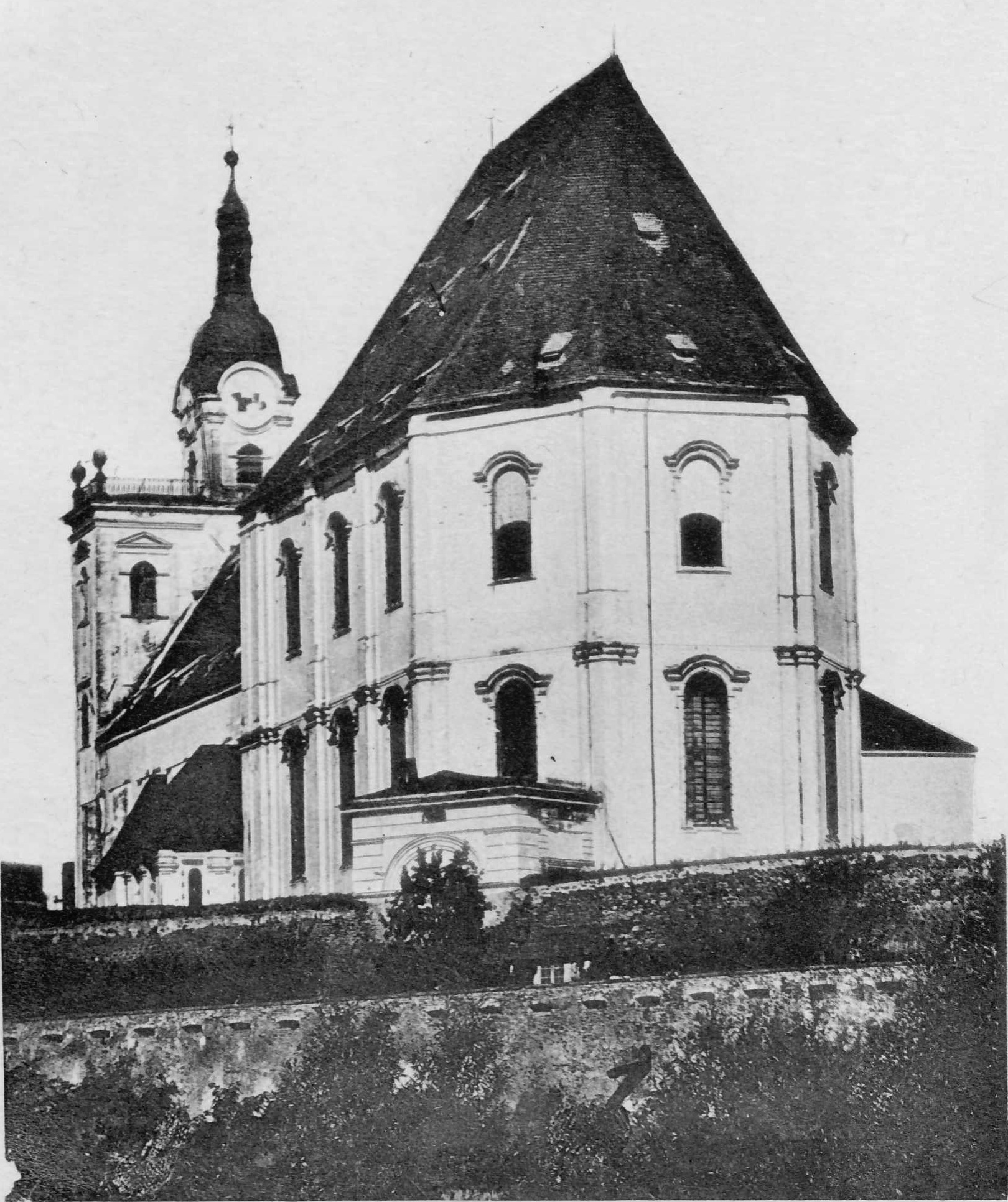
Katedrála před přestavbou (tj. rokem 1883)
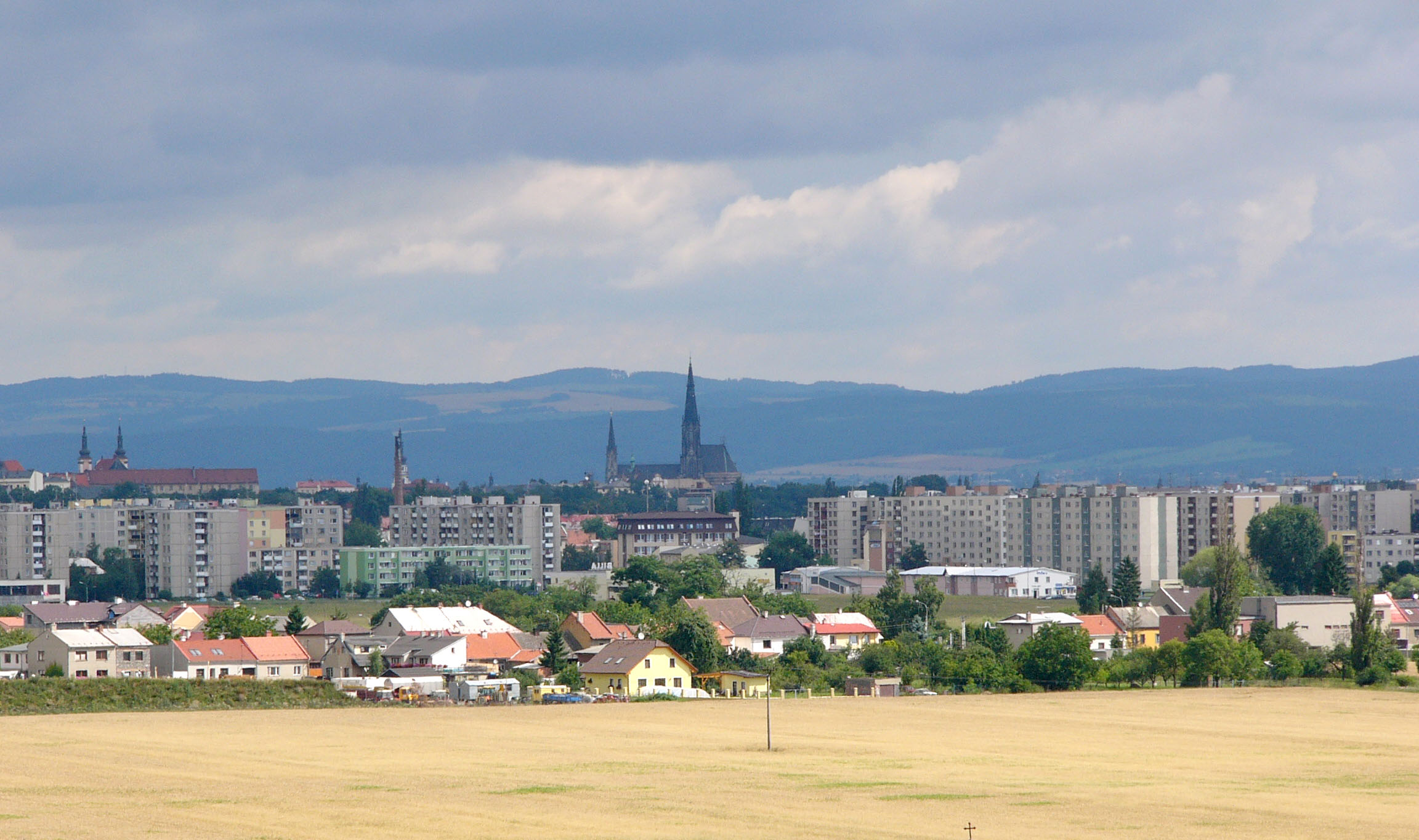
Pohled na Olomouc s dómem sv. Václava od jihozápadu
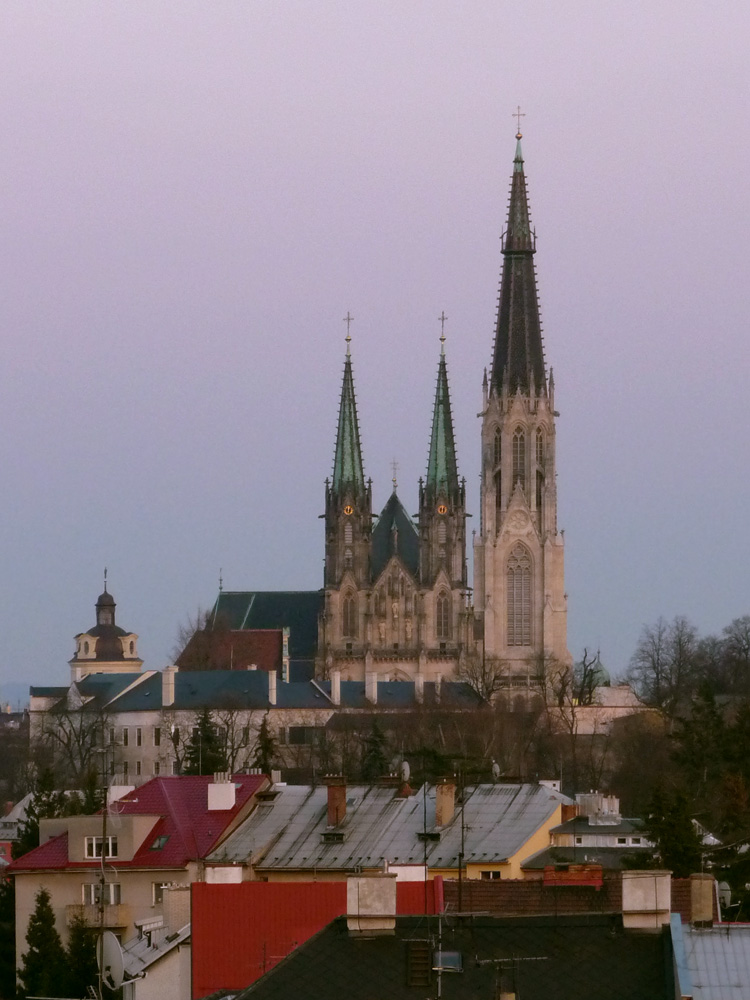
Pohled od západu
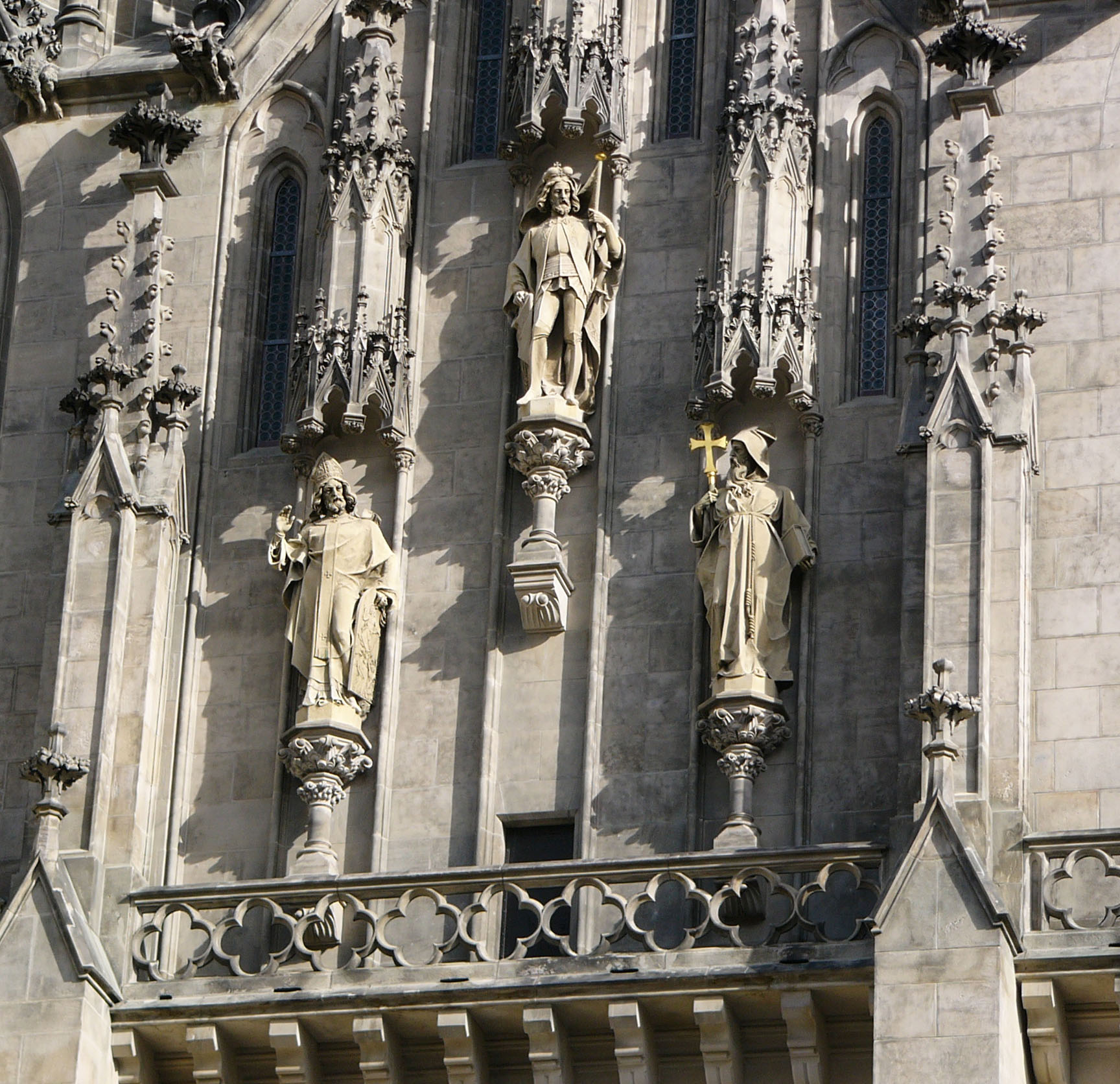
Detail sochařské výzdoby
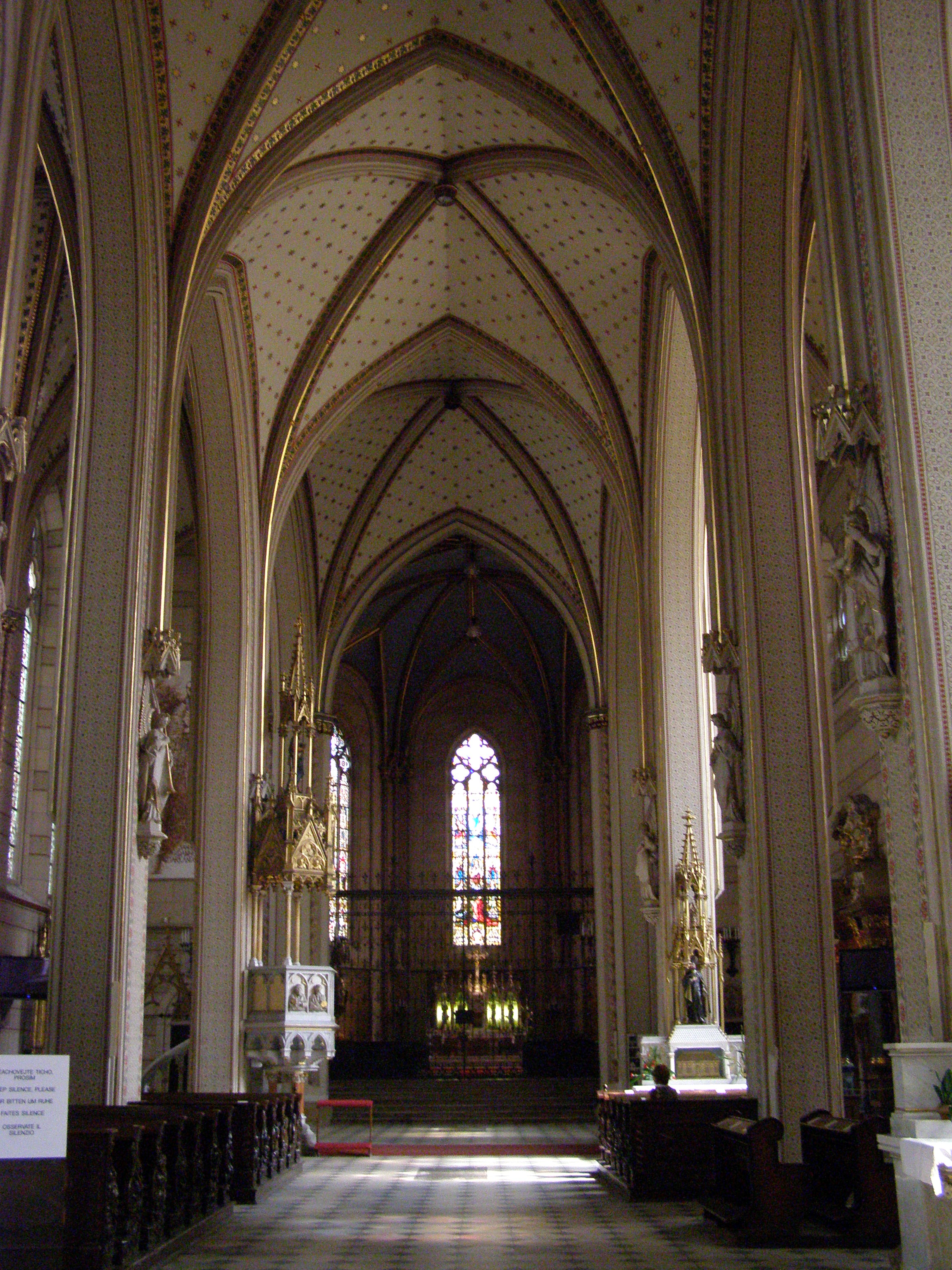
Interiér dómu
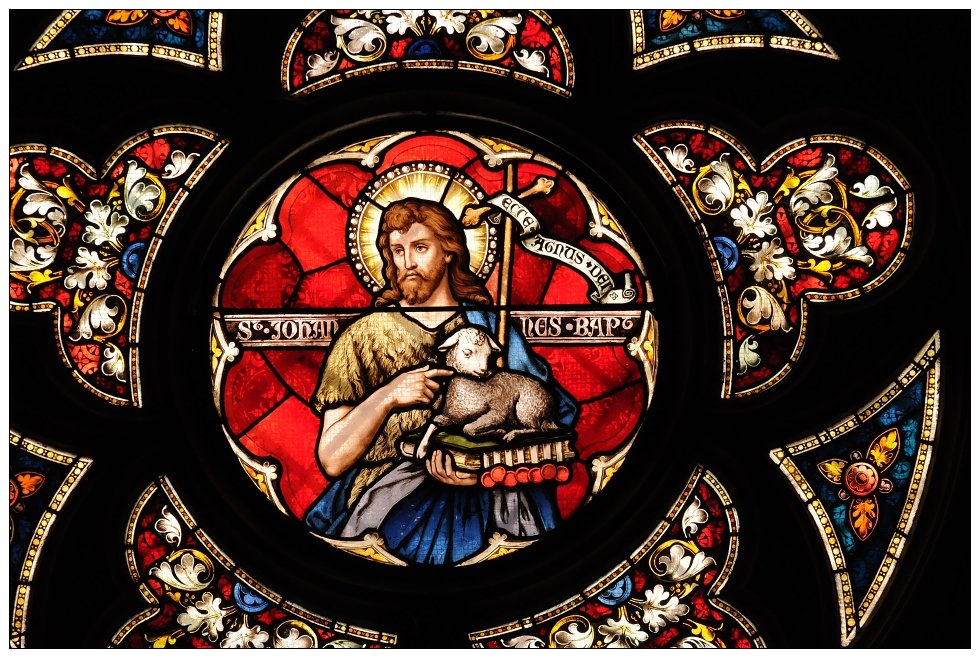
Vitráž
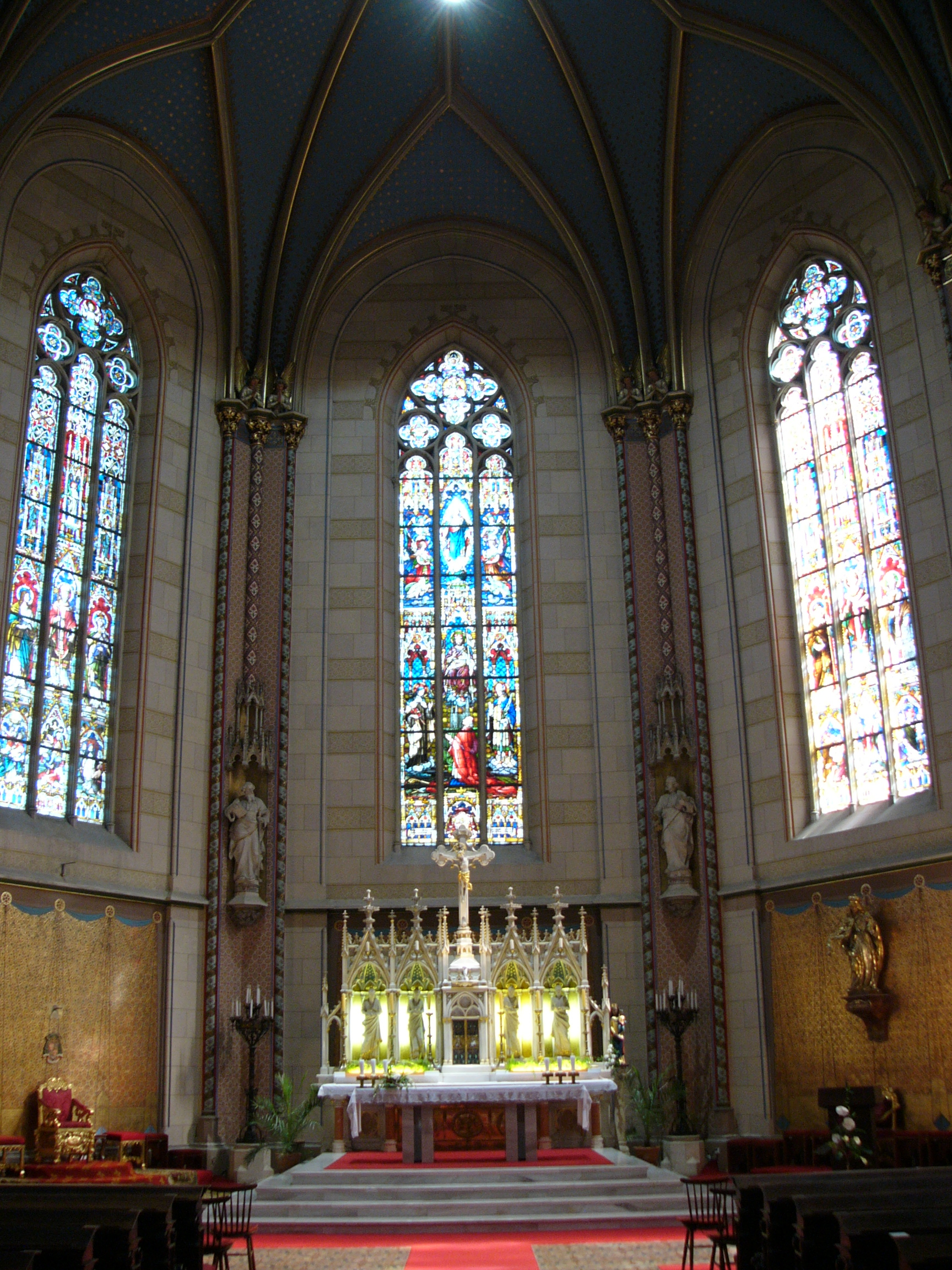
Hlavní oltář
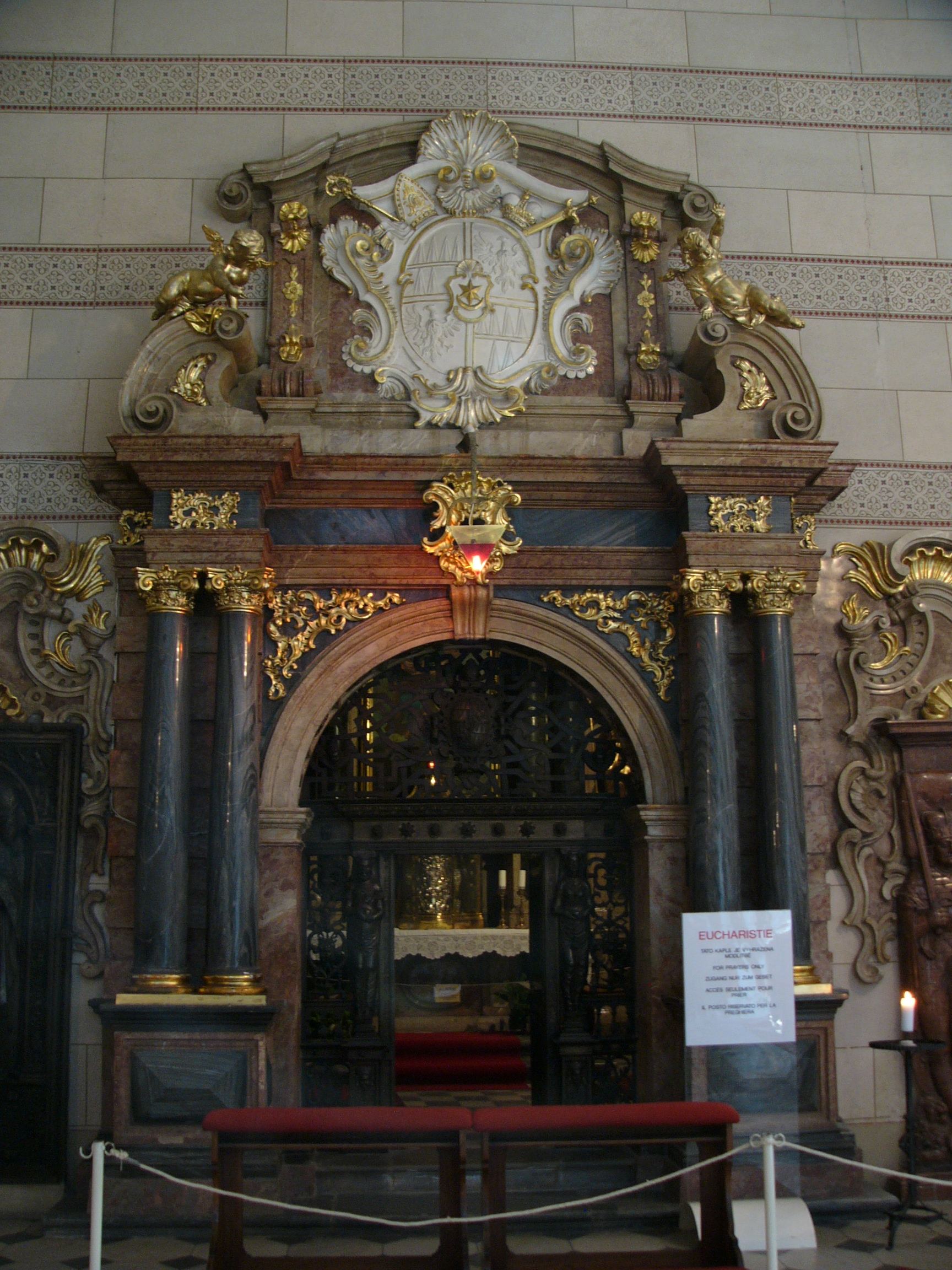
Renesanční portál kaple sv. Stanislava
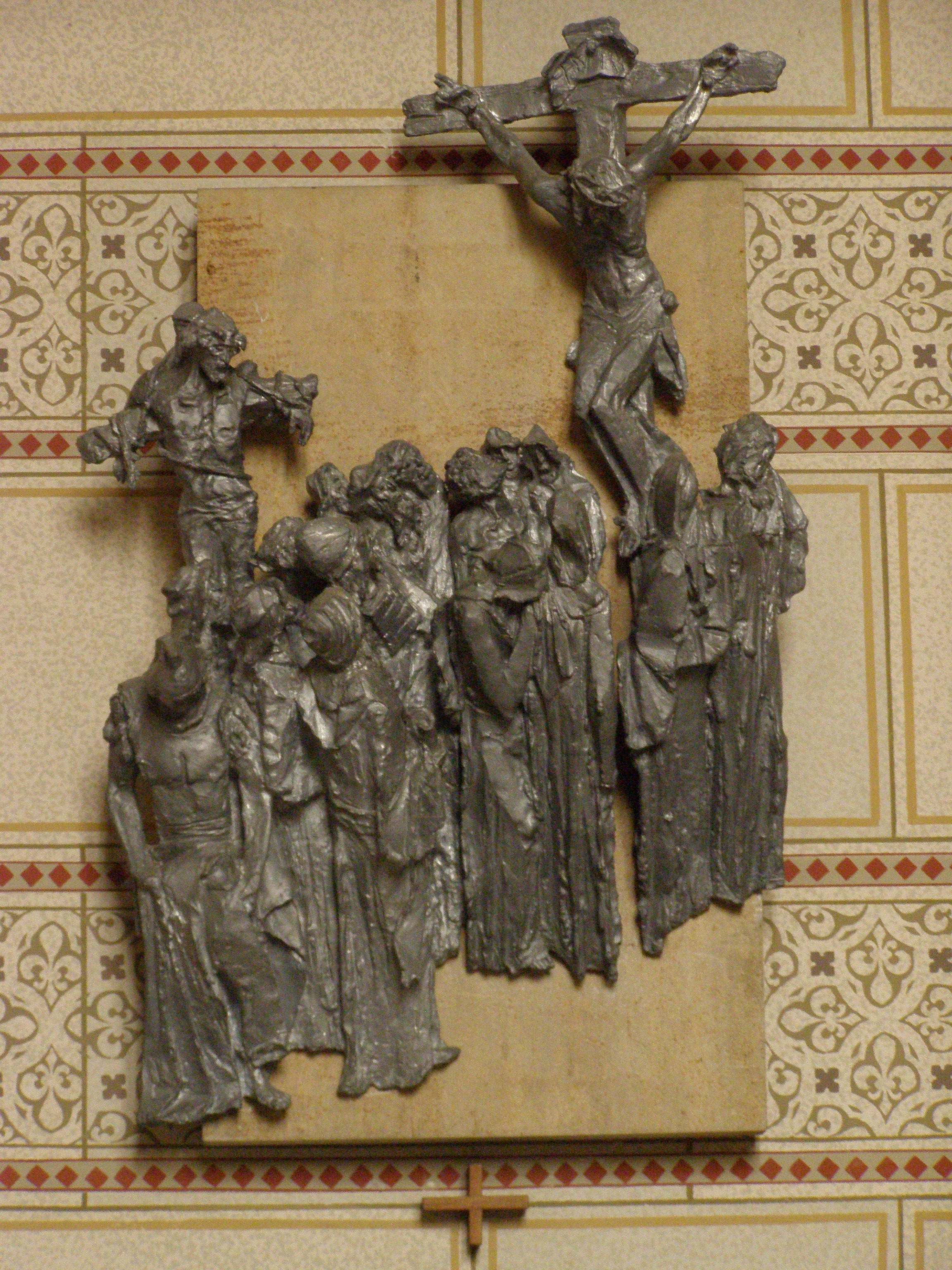
Karel Stádník: zastavení křížové cesty
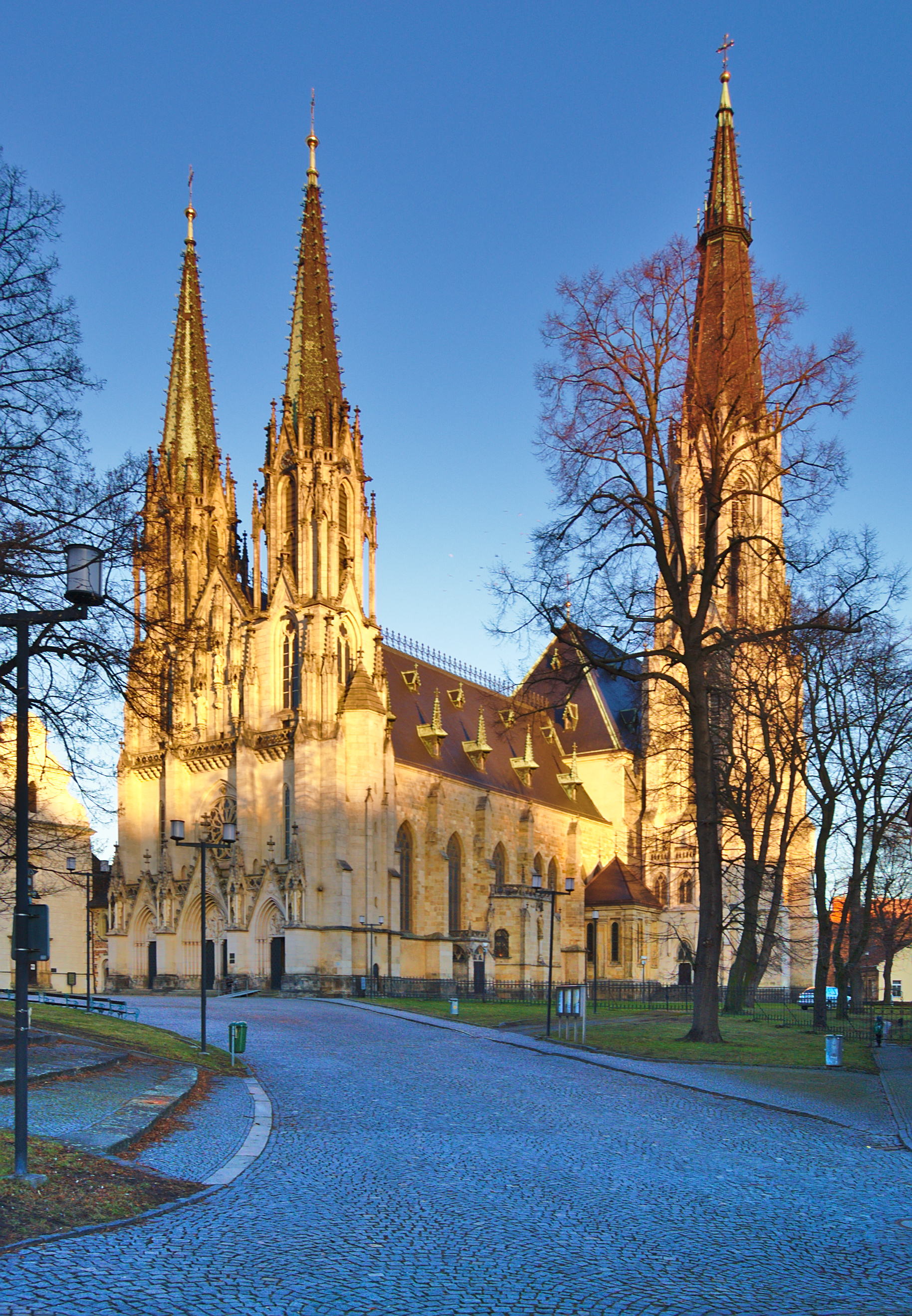
Při západu slunce
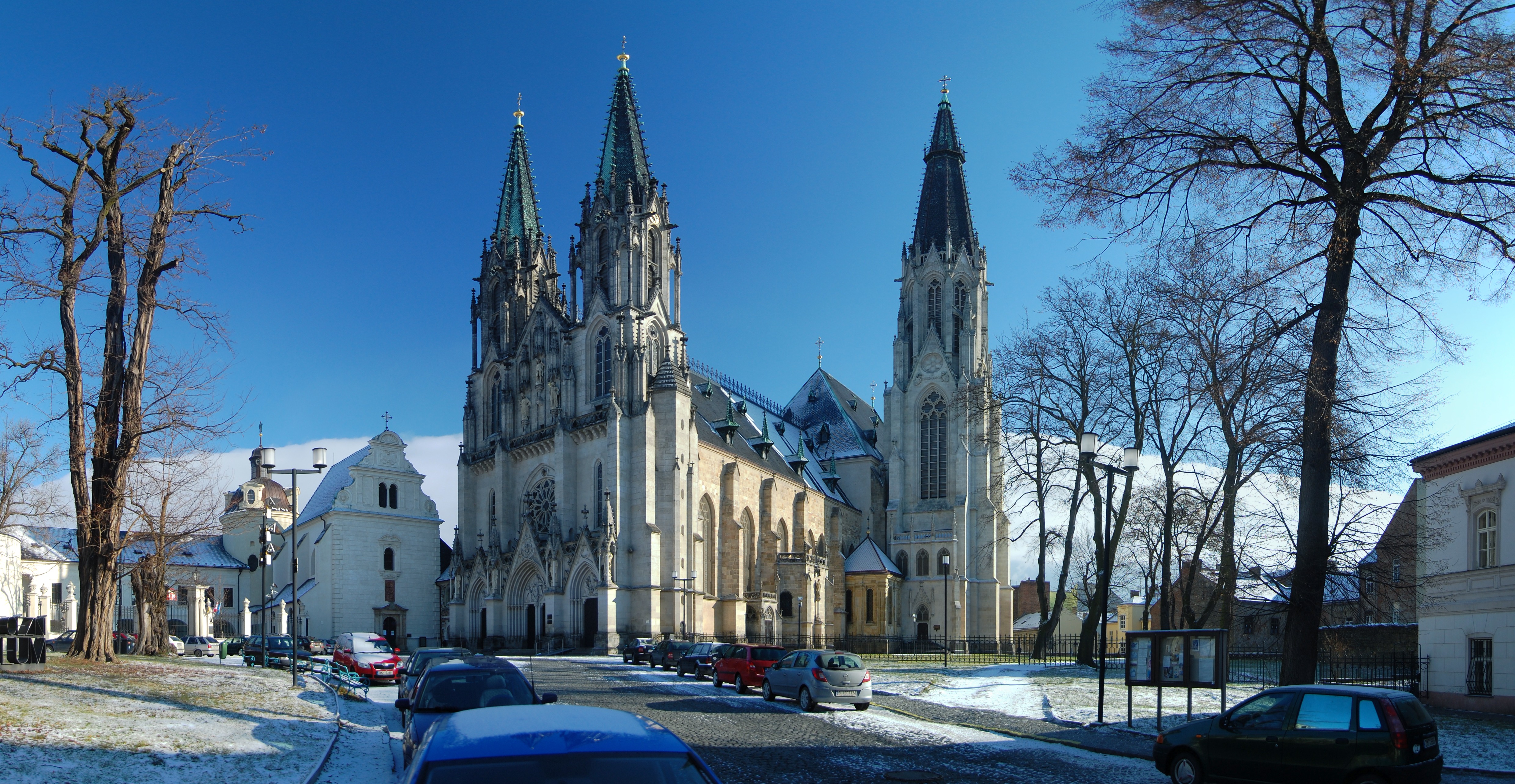
V zimě